# Peter Merx
Pour les articles homonymes, voir Merx.
Peter Merx, né le 8 août 1988, est un coureur cycliste néerlandais.

## Biographie
En avril 2017, Peter Merx s'impose au sprint sur une étape du Tour du Togo,.

## Palmarès et résultats

### Palmarès par année
- 2011
  - 3e étape du Tour de Roumanie
  - 3e du Wim Hendriks Trofee
- 2013
  - 3e de l'Omloop Houtse Linies
  - 3e du championnat des Pays-Bas des élites sans contrat
- 2017
  - 2e étape du Tour du Togo
- 2019
  - 6e étape du Tour du Faso
- 2021
  - 5e étape du Grand Prix Chantal Biya

### Classements mondiaux
| Année           | 2011 | 2012 | 2013 | 2014 | 2015 | 2016 | 2017 | 2018 | 2019   |
| --------------- | ---- | ---- | ---- | ---- | ---- | ---- | ---- | ---- | ------ |
| UCI Europe Tour | 859e |      |      |      |      |      |      |      | 1 998e |